# Фойгтман, Йоханнес
Йоханнес Фойгтман (нем. Johannes Voigtmann; род. 30 сентября 1992[…], Эйзенах, Тюрингия) — немецкий баскетболист, играющий на позиции центрового.

## Карьера
В детстве Фойгтман занимался гандболом. В 14 лет Йоханесс перестал получать удовольствие от гандбола и его бабушка подарила ему приглашение в баскетбольный лагерь.
Профессиональную карьеру Фойгтман начал в 18 лет. После выступлений в Германии за «Сайнс-Сити» и «Скайлайнерс» Йоханнес перебрался в «Басконию».
В июле 2019 года Фойгтман подписал 2-летний контракт с ЦСКА, став первым уроженцем Германии в истории клуба. В июне 2021 года переподписал контракт с ЦСКА ещё на 2 года.
В марте 2021 года Фойгтман был признан «Самым ценным игроком» Единой лиги ВТБ по итогам месяца. В 4 матчах Йоханнес в среднем набирал 14,0 очка, 8,0 подбора, 2,8 передачи и 1,5 перехвата при эффективности 22,0 балла.
27 февраля 2022 года, после Вторжения России на Украину, покинул ЦСКА.
Баскетбольный клуб ЦСКА был в ярости от расторжении контракта.

## Сборная Германии
В 2014 году Фойгтман дебютировал в составе сборной Германии, приняв участие в квалификации на чемпионат Европы-2015.
В 2017 году Фойгтман был включён в состав сборной Германии для участия в чемпионате Европы-2017.

## Достижения
- Обладатель Кубка Европы ФИБА: 2015/2016
- Чемпион Единой лиги ВТБ: 2020/2021
- Обладатель Суперкубка Единой лиги ВТБ: 2021
- Чемпион России: 2020/2021

### Сборная Германии
- Чемпион мира: 2023
- Бронзовый призёр чемпионата Европы: 2022